# Litoria gularis
Litoria gularis är en groddjursart som först beskrevs av Parker 1936.  Litoria gularis ingår i släktet Litoria och familjen lövgrodor. IUCN kategoriserar arten globalt som otillräckligt studerad. Inga underarter finns listade i Catalogue of Life.